# Teningen
Teningen est une commune de Bade-Wurtemberg (Allemagne), située dans l'arrondissement d'Emmendingen, dans le district de Fribourg-en-Brisgau.

## Jumelage
- La Ravoire (France) depuis 1984
- Zeithain (Allemagne) depuis 1990

## Personnalités liées à la ville
- Johann Conrad Dannhauer (1603-1666), philosophe né à Köndringen.